# Suramina
La suramina è un farmaco sviluppato nel 1923 dalla Bayer, usato per il trattamento delle infezioni da Tripanosoma e Nematodi.

## Attività farmacologica e indicazioni
Il farmaco agisce in funzione antitumorale nei linfomi non-Hodgkin HIV correlati, bloccando il legame fra i fattori di crescita tumorale TGFb, EGF, bFGF e i recettori di superficie cellulare. Il farmaco è utilizzato contro il carcinoma della prostata, dell'ovaio, del surrene, della mammella e contro i linfomi refrattari. In particolare, il farmaco agisce impedendo ai fibroblasti della capsula di Tenone di produrre una quantità di collagene tossica per le cellule.
Con una serie di esperimenti sui conigli si è scoperto inoltre che quando la concentrazione di suramina è elevata la fistola può rimanere pervia con effetti pari a quelli provocati dall'uso di mitomicina. Secondo alcuni studi condotti su un gruppo di pazienti terminali affetti da glaucoma, infine, l'uso di suramina durante e dopo l'intervento chirurgico ha permesso di aumentare il tasso di sopravvivenza delle bozze filtranti.
Un recente studio clinico sperimentale effettuato dall'Università della California a San Diego ha evidenziato l'effettività della suramina nel trattare bambini a cui è stata diagnosticata la sindrome dello spettro autistico. Ulteriori ricerche in tal senso sono in corso di programmazione.

## Effetti collaterali
Fra gli effetti collaterali si segnalano la tossicità renale, la neuropatia periferica e la coagulopatia.

## Vie di somministrazione
Il farmaco viene somministrato solo per via endovenosa.